# Webster (serial telewizyjny)
Webster – amerykański sitcom, który pierwotnie emitowany był w latach 1983–1989.
Głównymi bohaterami jest białe zamożne małżeństwo z Chicago oraz ich adoptowany syn, czarnoskóry Webster.

## Obsada
- Alex Karras – George Papadapolis
- Susan Clark – Katherine Papadapolis
- Emmanuel Lewis – Webster Long (Papadapolis)